# ウィリアム・アームストロング (俳優)
ウィリアム・アームストロング（William Armstrong、1954年6月6日 - ）はカナダ出身の俳優。

## 主な出演作品

### 映画
- エイリアン2 - ライデッカー(1986)
- ダークナイト The Dark Knight (2008)